# Ariyalur
Ariyalūr är en ort i Indien.   Den ligger i distriktet Ariyalur och delstaten Tamil Nadu, i den södra delen av landet, 2 000 km söder om huvudstaden New Delhi. Ariyalūr ligger 82 meter över havet och antalet invånare är 29 144.
Terrängen runt Ariyalūr är platt. Runt Ariyalūr är det tätbefolkat, med 343 invånare per kvadratkilometer. Det finns inga andra samhällen i närheten. Trakten runt Ariyalūr består till största delen av jordbruksmark.